# Почесна відзнака імені генерала Стефана Ровецького «Грота»
Почесна відзнака імені генерала Стефана Ровецького «Грота» - польська відомча відзнака, заснована 5 квітня 2011 року постановою Ради міністрів, яка є почесною відзнакою за заслуги в охороні внутрішньої безпеки держави та конституційного ладу.
Нагрудним знаком можуть нагороджуватися особи керівного та особового складу "ABW" Агентство внутрішньої безпеки за особливі заслуги в службі або роботі по захисту внутрішньої безпеки держави та її конституційного ладу, за:
- особлива участь у ініціюванні та організації заходів, спрямованих на підвищення ефективності виконання АБВ статутних завдань;
- виконання завдань в особливо складних умовах;
- здійснення вчинку особливої мужності чи відваги;
- діяльності на користь "ABW" або підтримки її позиції чи діяльності на міжнародному форумі.

Нагрудним знаком можуть нагороджуватися також інші особи за діяльність із захисту внутрішньої безпеки держави та її конституційного ладу.
Нагрудний знак нагороджується керівником Агентства внутрішньої безпеки  за власною ініціативою або за поданням:
- керівник організаційного підрозділу ABW" та посодові особи складу "ABW";
- міністром або керівникам центрального апарату.

Відзнака є однорівневою і може бути вручений одній особі лише один раз. Вона може бути присуджена посмертно.
Нагрудний знак вручається з нагоди Дня незалежності Польщі (11 листопада) або з нагоди Дня "ABW"Агентство внутрішньої безпеки (6 квітня).

Почесна відзнака насить імя Польського генерала Стефана Ровецького (пол. Stefan Rowecki) Командуючого Армією Крайоваою  (з 14 грудня 1942 року  по 30 червня 1943 року). Був заступником командира підпільної Служба Перемоги Польщі, бригадним генералом. Співв'язень провідника ОУН Степана Бандери у Заксенгаузені.

## Опис відзнаки
Почесна відзнака має форму кола діаметром 32 мм. Площа кола симетрично розділена на три частини; середнє поле трохи зміщене донизу відносно крайніх частин. У центрі кола на лицьовій стороні нагрудного знака розміщено зображення коронованого орла, встановленого як емблема "ABW", що підтримується хвилястою стрічкою. Під стрічкою в три рядки девіз: пол. POZNAWAJMY / WROGÓW / I CZUWAJMY (РОСПІЗНАЄМО ВОРОГІВ І БУДЕМО ЧАТУВАТИ) , а під ним дрібнішими літерами в один рядок напис: пол. GEN. ROWECKI „GROT” (ГЕН. РОВЕЦЬКИЙ «ГРОТ»).
Виготовлена з посрібленого та оксидованого томпаку, зовнішні краї емальовані - ліве поле біле, праве поле червоне. Номер значка вибитий на звороті. Нагрудний знак кріпиться до одягу шпилькою з різьбою з гайкою.
На формі офіцер "ABW" носить відзнаку посередині лівої кишені куртки. При носінні цивільного одягу нагрудний знак носять на лівому лацкані піджака.

## Нагороджені
Перші нагородження відбулися 6 квітня 2011 року – їх вручив Бригадний генерал Кшиштоф Бондарик, колишнім керівникам контррозвідки
- Кшистоф Козловський
- Анджей Мільчановський
- Єжи Конєчний
- Пьотр Наїмський
- Громослав Чемпіньський
- Єжи Нежка
- Анджей Капковський
- Збігнєв Новек
- КАнджей Барциковський
- Єжи Кіцінський
- Томаш Клімек

Почесною відзнакою нагороджені посмертьно:
- Чеслав Цивінський
- Тадеуш Плоський
- Єжи Зимовський